# 周亜夫

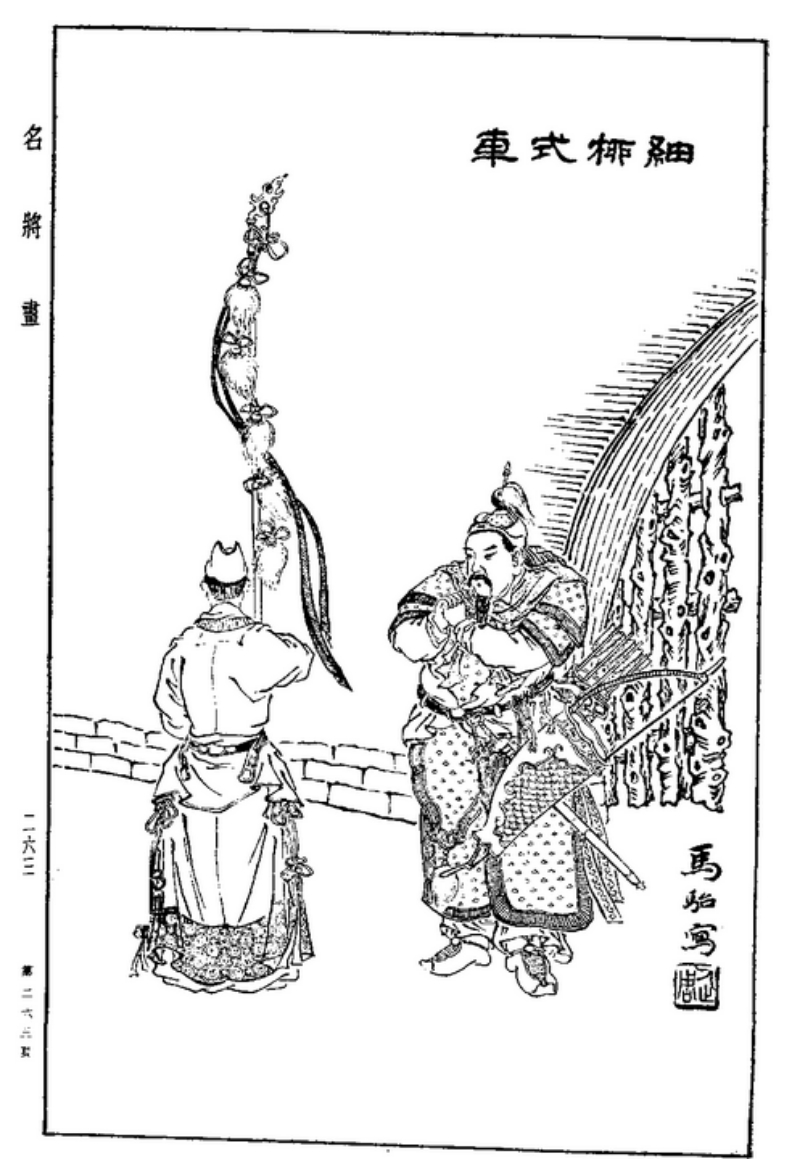
周亜夫

周 亜夫（しゅう あふ、? - 紀元前143年）は、前漢の武将・政治家。呉楚七国の乱において反乱軍を破る功績を上げた。

## 略歴

### 生い立ち
漢建国の功臣の周勃の次男。父の死後、文帝の娘を娶っていた長兄の周勝之が後を継ぐが、人を殺した罪により爵位を剥奪されたので、周亜夫が代わって家督を継ぎ、条侯に封じられた。
若い頃から父と同様に軍事で活躍し、匈奴が漢の領土内に侵攻してきた際には、文帝から一軍を率いてその防衛の一翼を担うように命じられる。それから間もなく情勢が安定すると、文帝は国の守りに力を尽くしてくれた将兵を慰問したいと各陣営を訪問・閲兵した。どの陣営も和気藹々とした雰囲気で文帝を迎えたが、細柳の地にある周亜夫の陣営（柳営と称される）は厳然と「ここは戦陣なので、皇帝陛下にもそれなりの作法で閲兵していただきたい」と言って、文帝にも陣中の作法を守らせ、陣営内でも下馬した上で通行させるほどであった。
後でこのことを知った文帝の側近たちは「なんと無礼なやつだ」と周亜夫を非難したが、文帝は「あの男こそが、真の将軍たる人物だ」と彼を褒め称えた。そして死に際しては皇太子（後の景帝）に向かって「もし大がかりな戦争が起こったならば、周亜夫を軍の総帥にして事態を解決せよ」と遺言したと言われる。

### 呉楚七国の乱
紀元前154年、景帝とその側近で当時御史大夫だった鼂錯が中心となって行った、急激な中央集権化政策に反発した漢の宗室である呉王劉濞が、楚王や趙王などの諸侯王と謀って大規模な反乱を起こした。これが呉楚七国の乱である。
太尉となった周亜夫は景帝の命を受けて大軍を率い、呉王の率いる反乱軍の主力と戦うべく、前線の梁王劉武（景帝の同母弟）からの援軍要請を無視して昌邑に入る。そして昌邑で守備を固め、反乱軍の補給線を絶たせることに成功する。補給線が絶たれた反乱軍は劉武への攻撃から昌邑への攻撃へと切り替えるも、堅い守りに敵わず、反乱軍が陽動作戦を行うも周亜夫はこれを看破、平地において反乱軍を戦車で撃破し追撃、反乱軍主力部隊は壊滅した。
呉王ら反乱側の諸侯王はほとんどが殺害されたり、自殺するなどして、この反乱は3ヶ月ほどで鎮圧された。これにより、漢王朝は中央集権化政策をさらに積極的に推し進めることになった。

### 失脚
反乱鎮圧後、周亜夫は丞相として政権の中枢に位置することとなるが、景帝とはたびたび意見が対立し、その都度景帝の不興を買ってしまう。そんな中、景帝は自分の寵愛する王氏（武帝の生母）を新しい皇后を冊立にしようとしたが、周亜夫はこれに真っ向から反対し、ついに丞相を罷免されてしまう。
さらに、息子が将来に周亜夫の墓に副葬すべく購入したものが、宮中で製作された皇帝専用のものであったことから、周亜夫は息子と共に不敬罪に問われてしまう。周亜夫はこのことに対して、絶食死という形で責任を取ることによりその生涯を閉じた。また、周亜夫の兄弟（周堅ら）も揃って失脚させられた。
周亜夫の丞相罷免後、その一代を経た後任には景帝の側近から任命された。高祖以来、丞相は元勲もしくはその子弟の中（いわゆる元勲である軍功受益階層）から任命されることが不文律となっていたが、これにより否定されたのである。

## 逸話
周亜夫が河内太守の時のこんな逸話があった。
許負という、過去に魏豹の側室であった薄氏（文帝の生母）に対し「いずれ天子を生む」と言って予言を的中させた有名な易者がいた。許負は周亜夫の人相を見て、「あなた様は3年後に列侯に昇進するでしょう。さらにその8年後に大将軍となり、軍権を把握できるでしょう。またその9年後にはあなた様は餓死なされるでしょう」と述べた。これを聞いた周亜夫は「私の兄は既に亡父の後を継いでおる。もし亡くなればその嗣子が継ぐはずだ。何故この私が列侯になれようか? 許負よ、その理由を私に説明できるか？」と反論した。許負は「あなた様の口が尋常ではありません。あなた様の口は両端に縦の筋が喰い込んでおります。これはまさしく“餓死の相”であります」と述べたという（『史記』「絳侯周勃世家」）。
周亜夫は酷吏の一人であった趙禹を冷酷非情な人物と述べて、全く評価しなかったという。

## 周亜夫が登場する作品
テレビドラマ
- 『美人心計〜一人の妃と二人の皇帝〜』（2012年、中国）